# Neue Pfarrkirche Kirchham

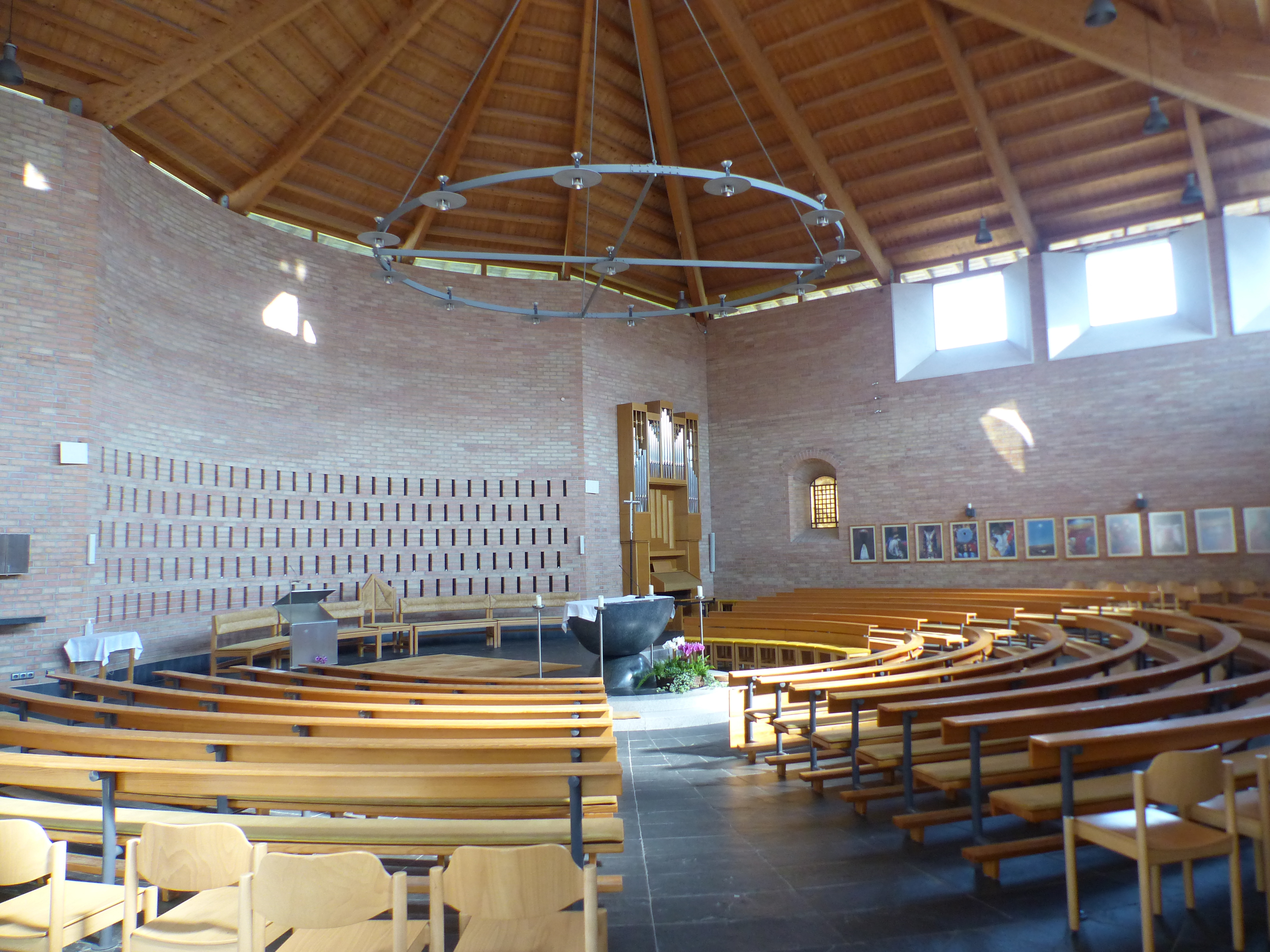
Neue Pfarrkirche Kirchham

Die Neue Pfarrkirche Kirchham steht neben der Alten Pfarrkirche in der Gemeinde Kirchham im Bezirk Gmunden in Oberösterreich. Die dem Patrozinium hl. Laurentius von Rom unterstellte Pfarrkirche gehört zum Dekanat Pettenbach in der Diözese Linz.

## Geschichte
Im Jahre 1991 beschloss der Pfarrgemeinderat den Architekten Friedrich Kurrent mit der Planung einer neuen Kirche zu beauftragen. 1997 erfolgte die Grundsteinlegung und am 29. November 1998 wurde die Kirche vom Diözesanbischof Maximilian Aichern eingeweiht.

## Architektur
Neben dem spätgotischen schmalen Langhaus der alten Pfarrkirche steht durch eine Zwischenzone eines Foyers entkoppelt und verbunden das quer gelagerte Breithaus der modernen Kirche.
Das Kircheninnere wird über das glasgedeckte Foyer zwischen Alt- und Neubau betreten. Über drei raumhohe Türöffnungen gelangt man in den quer gelagerten neuen Kirchensaal im Verhältnis 4:3. Der streng symmetrische Kirchensaal und die räumliche Erscheinung konzentriert sich auf den zentralen Altarbereich in einer muldenartigen Absenkung. Im Bereich der Apsiswand gegenüber der Orgelempore ist eine viertelkreisförmige Konche integriert. Zwischen den Wandabschlüssen und der Deckenkonstruktion verläuft ein schmales kranzförmig alle vier Seiten umlaufendes Glasband mit gedämpftem Licht, unter dem Glasband sind zwölf quadratische Oberlichtfenster dreiseitig mit weißen Marmorplatten versehen, die einzige künstliche Beleuchtung ist ein zwölfteiliger kreuz- und ringförmiger Luster über dem Altar.
Die Künstlerin Maria Biljan-Bilger malte ein dreieckförmiges Bild Heiliger Geist als Taube, welches an der Spitze des hölzernen offenen Laternendaches eingebunden ist. Das Laurentiusfenster mit einem schlichten Metallgitter mit einer Alabasterfensterscheibe in der südlichen Kirchenwand schuf der Metallbildhauer Sepp Auer.

## Ausstattung
Im Zentrum der Kirche steht der neue Altar vom Bildhauer Franz Xaver Ölzant aus schwarzem Diorit, er zeigt sich in der Form eines halben Brotlaibes mit der Schnittfläche nach oben auf einem konvex gebogenen Sockel, wodurch der gesamte Altar auch wie ein längsbreiter Kelch mit Knauf erscheint. Das Lesepult und das Vortragekreuz schuf Sepp Auer. Die Session aus Holz mit weichem Geflecht gefertigten Lehnen wurde analog der Konche viertelkreisförmig angeordnet.